# Pneophyllum submersiporum
Pneophyllum submersiporum Penrose, 1996 é o nome botânico de uma espécie de algas vermelhas pluricelulares do gênero Pneophyllum, família Corallinaceae, subfamília Mastophoroideae.
- São algas marinhas encontradas na Austrália.

## Sinonímia
- Não apresenta sinônimos.